# Gare de Saint-Gobert - Rougeries
La gare de Saint-Gobert - Rougeries est une ancienne gare ferroviaire française de la ligne de La Plaine à Hirson et Anor (frontière), située sur le territoire de la commune de Saint-Gobert, à 800 mètres de Rougeries, dans le département de l'Aisne, en région Hauts-de-France.

## Situation ferroviaire
Établie à 104 mètres d'altitude, la gare de Saint-Gobert - Rougeries est située au point kilométrique (PK) 171,961 de la ligne de La Plaine à Hirson et Anor (frontière), entre les gares ouvertes de Marle-sur-Serre (s'intercale celle fermée de Lugny) et de Vervins.

## Histoire
La gare est mise en service le 30 octobre 1869 par la Compagnie des chemins de fer du Nord, lorsqu'elle inaugure la section de Laon à Vervins de sa ligne de Soissons à la frontière Belge.
La gare est fermée[Quand ?].

## Patrimoine ferroviaire
Dans les années 2010, le bâtiment voyageurs est fermé et laissé à l'abandon.